# Sous-région de Saarijärvi–Viitasaari
La Sous-région de Saarijärvi–Viitasaari (finnois : Saarijärven–Viitasaaren  seutukunta) est une sous-région de la Finlande centrale. 
Au niveau 1 (LAU 1) des unités administratives locales définies par l'Union européenne la sous-région de Saarijärvi–Viitasaari porte le numéro 138.

## Municipalités
La sous-région de Keuruu regroupe les municipalités suivantes : 
| Blason               | Municipalité               |
| -------------------- | -------------------------- |
| Kannonkosken vaakuna | Kannonkoski (municipalité) |
| Karstulan vaakuna    | Karstula (municipalité)    |
| Kinnulan vaakuna     | Kinnula (municipalité)     |
| Kivijärven vaakuna   | Kivijärvi (municipalité)   |
| Kyyjärven vaakuna    | Kyyjärvi (municipalité)    |
| Pihtiputaan vaakuna  | Pihtipudas (municipalité)  |
| Saarijärven vaakuna  | Saarijärvi (ville)         |
| Viitasaaren vaakuna  | Viitasaari (ville)         |

## Population
Depuis 1980, l'évolution démographique de la sous-région de Saarijärvi–Viitasaari est la suivante:
| Année      | 1980   | 1985   | 1990   | 1995   | 2000   | 2005   | 2010   |
| ---------- | ------ | ------ | ------ | ------ | ------ | ------ | ------ |
| population | 40 915 | 40 943 | 40 257 | 39 230 | 37 162 | 34 854 | 33 094 |

## Politique
Les résultats de l'élection présidentielle finlandaise de 2018 sont:
- Sauli Niinistö   60.9%
- Matti Vanhanen   10.7%
- Paavo Väyrynen   9.2%
- Laura Huhtasaari   6.9%
- Pekka Haavisto   5.9%
- Tuula Haatainen   4.0%
- Merja Kyllönen   2.2%
- Nils Torvalds   0.3%